# Araeotanypus bicolor
Araeotanypus bicolor är en skalbaggsart som beskrevs av Rudolph Petrovitz 1967. Araeotanypus bicolor ingår i släktet Araeotanypus och familjen Hybosoridae. Inga underarter finns listade.